# L'antico Egitto: archeologia di una civiltà
L'antico Egitto: archeologia di una civiltà (francese: À la recherche de l'Égypte oubliée, lett. 'Alla ricerca dell'Egitto dimenticato') è una monografia illustrata sulla storia della riscoperta dell'antico Egitto e dell'egittologia, scritta dall'egittologo francese Jean Vercoutter, e pubblicata da Éditions Gallimard nel 1986 in Francia, e da Electa/Gallimard nel 1992 in Italia. Quest'opera è il primo titolo della collana «Universale Electa/Gallimard».

## Contenuto
Il libro fa parte della serie Archéologie all'interno della collana «Découvertes Gallimard», cioè qui ci interessa la riscoperta dell'Egitto faraonico, dall'epoca greco-romana al XX secolo; e la storia dell'egittologia, la sua nascita e il suo sviluppo, ma non si tratta della storia dell'antico Egitto.
Oggettivamente non rivolto a specialisti del settore, l'opera dell'egittologo di Lilla rivela i grandi momenti delle scoperte archeologiche in Egitto e i nomi che sono sempre stati legati alle scoperte più spettacolari: Belzoni, Mariette, Maspero, Carter, Montet...

## Accoglienza
Il sito Babelio attribuisce al libro una media di 3.60/5 sulla base di 26 valutazioni. Su Goodreads, il libro ha una valutazione media di 3.78 su 5, basata su 135 valutazioni, indicando recensioni generalmente positive.
Nella sua recensione per la rivista Cadmo dell'Istituto Orientale dell'Università di Lisbona, l'egittologo portoghese Luís Manuel de Araújo afferma che si tratta di «un libro ben progettato, con un testo eccellente e una ricchezza di belle illustrazioni. [...] Questo bel volume è apprezzato per l'eccellente selezione di immagini che accompagna abbondantemente il testo, alcune delle illustrazioni appartengono a opere classiche degli albori dell'egittologia, come la Description de l'Égypte, Denkmäler aus Aegypten und Aethiopien di Lepsius, Egypt and Nubia di David Roberts, tra gli altri.»
Johnni Langer scrive nella sua recensione per la rivista História: Questões & Debates dell'Università federale del Paraná: «Il nuovo lancio Em busca do Egito esquecido (edizione brasiliana di À la recherche de l'Égypte oubliée) è un fatto che vale la pena celebrare. Tanto per la prodigiosa conoscenza dell'autore Jean Vercoutter, quanto per la qualità grafica dell'opera.»
L'egittologo russo Victor Solkin pensa che «il libro è laconico, pieno di fatti interessanti e di illustrazioni meravigliose, a volte immagini davvero eccezionali. [...] In generale, abbiamo davanti a noi una guida "in miniatura" alla storia dell'archeologia egizia, che presenterà l'intero panorama dell'interazione culturale tra il paese delle piramidi e l'Europa al lettore che non ha familiarità con Egitto.»